# Blepharella snyderi
Blepharella snyderi là một loài ruồi trong họ Tachinidae.